# Brad Sellers
Bradley Donn Sellers (ur. 17 grudnia 1962 w Warrensville Heights) – amerykański koszykarz, występujący na pozycjach skrzydłowego oraz środkowego, po zakończeniu kariery sportowej, analityk koszykarski, komentator sportowy, polityk.
Po zakończeniu kariery zawodniczej zajmował się w Cleveland pomeczową analizą spotkań Cavaliers, komentował też spotkania drużyny w radio. 
8 listopada 2011 został wybrany burmistrzem Warrensville Heights, zaprzysiężony został 1 stycznia 2012. 3 listopada 2015 został wybrany na kolejną kadencję.

## Osiągnięcia
Na podstawie, o ile nie zaznaczono inaczej.
NCAA
- Mistrz turnieju National Invitation Tournament (NIT – 1986)
- Uczestnik rozgrywek II rundy NCAA (1985)
- MVP turnieju NIT (1986)[4]
- Lider Big 10 w :
  - liczbie:
    - (416) i średniej (12,6) zbiórek (1986)
    - oddanych (226) rzutów wolnych (1986)
    - bloków (97 – 1986)

Drużynowe
- Mistrz Grecji (1991)

Indywidualne
- Uczestnik meczu gwiazd francuskiej ligi LNB Pro A (1997)
- Lider ligi francuskiej w zbiórkach (1994)